# II. Arnuvandasz hettita király
II. Arnuvandasz (ar-nu/ma(-u/u̯)-an-da(-an), normalizált alakja Arnuwanda) hettita király I. Szuppiluliumasz és harmadik felesége, Tavannanna, II. Burnaburias babiloni király leányának fia. Valószínűleg ő volt a kijelölt örökös, mivel apját több hadjáratában is elkísérte, ott volt a végzetes egyiptomi hadjáratban is, amikor apja belehalt a pestisbe, vagy a „hettita pestisbe”, a tularémiába.
Arnuvandasz a jelek szerint szintén megbetegedett a járványban, de vele egy év alatt végzett a betegség, és addig ő lett Hatti királya. A hazatérő hadsereg egész Anatóliában elterjesztette a kórt, és a járvány hozzájárult egy nagy felkelési hullám megindulásához. A beteg uralkodót öccse, Szuppiluliumasz negyedik fia, Murszilisz segítette hadjárataiban. Szuppiluliumasz nem pacifikálta megfelelően Arzavát, Kaszkát pedig egyáltalán nem, így Arnuvandasz egyéves uralkodása egy nyugati és egy északi hadjárattal telt el.
A helyzetét nehezítette, hogy a szövetséges Karkissza és Szeha uralkodóját, Manapa-Tarhuntaszt puccs távolította el, és Ura-Tarhuntasz lett az úr. Manapa-Tarhuntasz Hattuszaszba menekült, majd rövidesen visszafoglalta territóriumát hettita segítséggel (de ennek ellenére később II. Murszilisz ellensége lett).
Arnuvandasz a pestis pusztítása miatti lázadásokat már nem érte meg, nem egészen egy évvel Szuppiluliumasz halála után ő is meghalt. A trónon öccse, Murszilisz követte, aki bár a megelőző egy évben segítségére volt, mégis tapasztalatlan és fiatal uralkodó volt, aki sosem készült uralkodásra. Arnuvandasz esetleges családjáról semmit sem tudni, idejében Tavannanna Mal-Nikalt emlegették a Nagy Királynő címmel, aki nagy valószínűséggel a mostohaanyja, Szuppiluliumasz harmadik felesége volt.
Arnuvandasz életéről két egykorú ékírásos forrás van, ebből az egyik nagyon töredékes. A másik irat Murszilisznál idősebb öccse, Pijaszilisz Kargamis fejedelmének megerősítését tartalmazza.

## Külső hivatkozások
- Arnuvanda I

| Előző uralkodó: I. Szuppiluliumasz | hettita király i. e. 1322 – i. e. 1321 | Következő uralkodó: II. Murszilisz |